# 勒泰什蒂鄉
47°34′55″N 22°52′45″E / 47.58194°N 22.87917°E
勒泰什蒂鄉（羅馬尼亞語：Comuna Rătești, Argeș），是羅馬尼亞的鄉份，位於該國中南部，由阿爾傑什縣負責管轄，面積80平方公里，海拔高度215米，2007年人口3,345，人口密度每平方公里42人。